# Presión manométrica

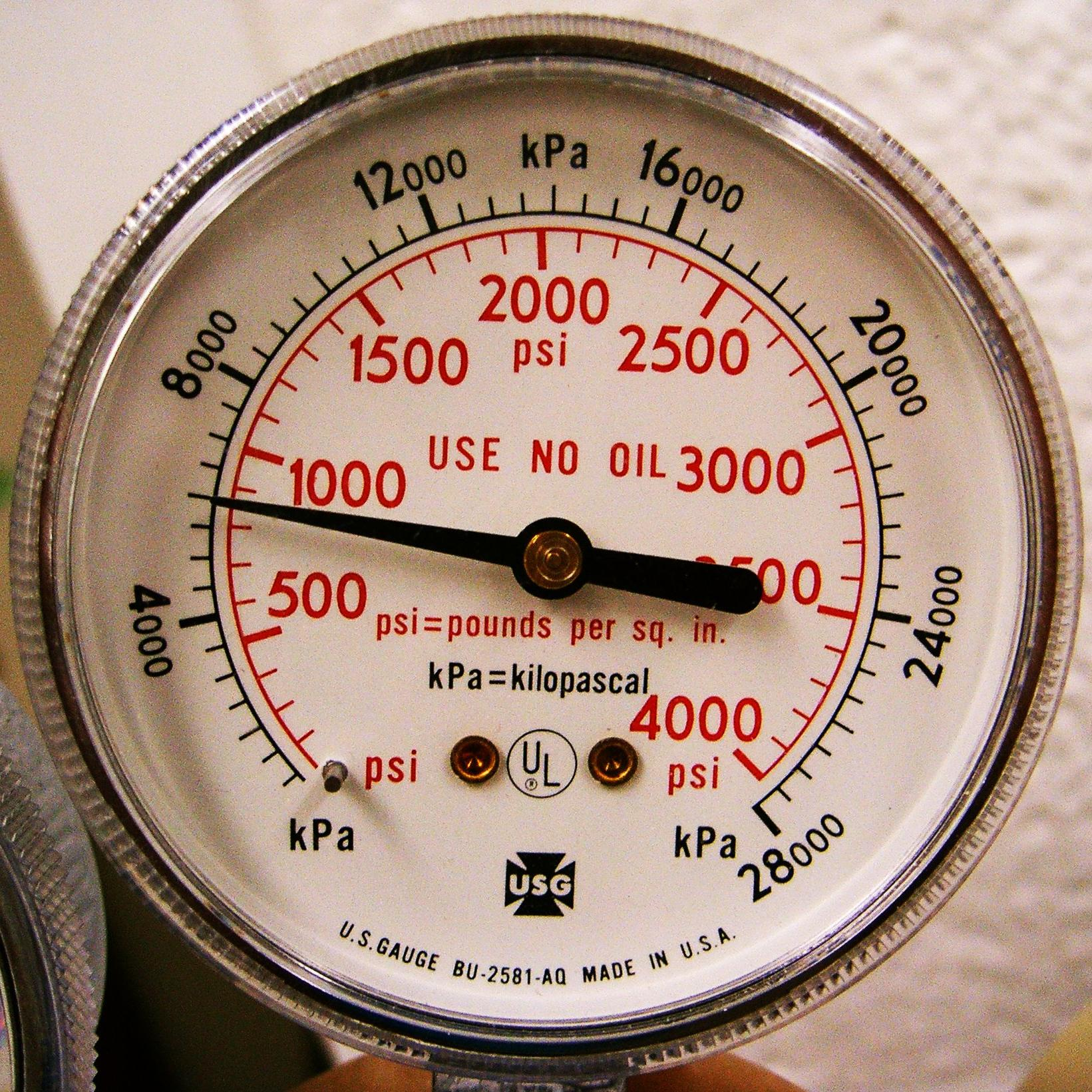
Manómetro aneroide de doble escala: en kPa (kilopascales) y en psi (pounds per square inch).

Se llama presión manométrica o presión relativa a la diferencia entre la presión absoluta o real y la presión atmosférica. Se aplica tan solo en aquellos casos en los que la presión es superior a la presión atmosférica; cuando esta cantidad es negativa se llama presión de vacío o vacío inerte {Cengel, Y. (2006). Capítulo 3, Mecánica de Fluidos}.
Muchos de los aparatos empleados para la medida de presiones utilizan la presión atmosférica como nivel de referencia y miden la diferencia entre la presión real o absoluta y la presión atmosférica, llamándose a este valor presión manométrica.
Los aparatos utilizados para medir la presión manométrica reciben el nombre de manómetros y funcionan según los mismos principios en que se fundamentan los barómetros de mercurio y los aneroides. La presión manométrica se expresa bien sea por encima o por debajo de la presión atmosférica. Los manómetros que sirven para medir presiones inferiores a la atmosférica se llaman manómetros de vacío o vacuómetros.

## Explicaciones
Cuando la presión se mide en relación con un vacío perfecto, se llama presión absoluta; cuando se mide con respecto a la presión atmosférica, se llama presión manométrica. 
Cuando la presión que mide el manómetro es igual a la de la atmósfera, la presión manométrica es igual a cero, de forma que no hay una diferencia de presión entre el sistema analizado y el entorno atmosférico. Cuando se conecta un manómetro al sistema o recinto cuya presión se desea medir, miden el exceso de presión respecto a la presión atmosférica. Si la presión en dicho recinto es menor o igual a la atmosférica, señala cero. 
Un vacío perfecto correspondería a la presión absoluta cero. Todos los valores de la presión absoluta son positivos, porque un valor negativo indicaría una tensión de tracción, fenómeno que se considera imposible en cualquier fluido.
Las presiones por debajo de la atmosférica reciben el nombre de presiones de vacío y se miden con medidores de vacío (o vacuómetros) que indican la diferencia entre la presión atmosférica y la presión absoluta. Las presiones absoluta, manométrica y de vacío son cantidades positivas y se relacionan entre sí por medio de:
{\displaystyle p_{\text{man}}=\ p_{\text{abs}}-\ p_{\text{atm}}\,} , (para presiones superiores a la patm)
{\displaystyle p_{\text{vac}}=\ p_{\text{atm}}-\ p_{\text{abs}}\,} , (para presiones inferiores a la patm)
donde 
{\displaystyle p_{\text{man}}\,} = Presión manométrica
{\displaystyle p_{\text{vac}}\,} = Presión de vacío
{\displaystyle p_{\text{abs}}\,} = Presión absoluta
{\displaystyle p_{\text{atm}}\,} = Presión atmosférica